# Coussarea lasseri
Coussarea lasseri är en måreväxtart som beskrevs av Julian Alfred Steyermark. Coussarea lasseri ingår i släktet Coussarea och familjen måreväxter. Inga underarter finns listade i Catalogue of Life.